# Eurostadion
Das Eurostadion war ein geplantes Fußballstadion in der belgischen Gemeinde Grimbergen in Flandern. Es sollte an der Grenze zur Stadt Brüssel, die auch Besitzerin des Baugeländes ist, errichtet werden. Es waren 62.613 Sitzplätze auf den Rängen geplant.
Das Stadion sollte ursprünglich im Rahmen der Bewerbung des belgischen Fußballverbands errichtet werden und Belgien bekam die Zusage zur Ausrichtung von vier Spielen der Fußball-Europameisterschaft 2020. Als Belgien als einziges Austragungsland hierfür jedoch die Planungen nicht zeitgerecht umsetzen und der geplante Termin der Fertigstellung des Stadions nicht mehr gehalten werden konnte, wurde die Ausrichtung im Eurostadion am 7. Dezember 2017 seitens der UEFA abgesagt.
Das Eurostadion sollte die zukünftige Heimspielstätte der belgischen Fußballnationalmannschaft und des RSC Anderlecht werden. Im Gegensatz zum Stadion auf dem Heysel-Plateau, dem König-Baudouin-Stadion, hätte es keine Leichtathletikanlage erhalten. Zusätzlich sollten ein Einkaufszentrum, Dienstleistungsunternehmen und ein Kongresszentrum ins Stadion integriert werden. Der Betreiber hätte für den Bau und Betrieb von der Stadt Brüssel über dreißig Jahre jährlich mehr als vier Millionen Euro erhalten.
Nach Verzögerungen in der Planung und Diskussionen um die Finanzierung und mit dem Projektentwickler, der flämischen Ghelamco-Group, wurde 2015 zunächst die Frist für den Baubeginn auf 2019 verschoben. 2017 stieg der RSC Anderlecht aus dem Projekt aus. Nach der Entscheidung der UEFA, keine Spiele der EM 2020 in Belgien austragen zu lassen, erklärte die flämische Umweltministerin Joke Schauvliege, dass die Umweltverträglichkeitsprüfung negativ ausgefallen sei und somit keine Baugenehmigung erfolgen könne. Die flämische Regionalregierung und nicht jene der Region Brüssel-Hauptstadt war für die Genehmigung zuständig, weil der Baugrund in der flämischen Region liegt. 
Im März 2019 teilte der belgische Fußballverband schließlich mit, dass er nunmehr kein neues Stadion errichten wolle, sondern das König-Baudouin-Stadion für 150 bis 200 Millionen Euro bis 2022 renovieren und in Erinnerung an die erfolgreichste Fußballergeneration des Landes, die bei der Fußball-Weltmeisterschaft 2018 in Russland Dritte wurde, als „Golden Generation Arena“ neu gestalten wolle. In der neuen Arena soll auch weiterhin Leichtathletik möglich sein und das Memorial Van Damme stattfinden.
Die Kassationsbeschwerde der Ghelamco-Gruppe vor dem belgischen Staatsrat gegen die Ablehnung der Baugenehmigung wurde im Oktober 2020 abgewiesen.